# 沈瓚 (萬曆進士)
沈瓚（1558年—1613年），字孝通，號定菴，直隸蘇州府吳江縣人，軍籍，明朝政治人物。

## 生平
萬曆十年（1582年）壬午科順天鄉試第三名舉人。萬曆十四年（1586年）丙戌科会试六十七名，二甲第八名進士。兵部观政，任南京刑部江西司主事。十七年进本部郎中，二十年出爲江西佥事，分巡南昌兵备道，兩年後告病乞歸。家居十八年，萬曆四十年（1612年）荐补广东佥事，方入境即病卒，年五十六。

## 著作
有《定庵尚书大义》、《节演世范敷言》、《近事丛残》、《静晖堂集》等。好作散曲，然多托他人之名以行，故曲名不盛。所作今见《太霞新奏》等散曲选中。

## 家族
曾祖父沈漢，戶科左給事中贈太常寺少卿；祖父沈嘉謀，曾任上林苑監署丞；父沈侃，國子生封奉直大夫吏部考功司員外郎。母卜氏（封宜人）慈侍下。兄沈璟，甲戌進士，行人司正、前吏部考功司员外郎；弟沈璨。